# Witbuikgraszanger
De witbuikgraszanger (Cisticola erythrops lepe) is een vogel uit de familie Cisticolidae, een familie binnen de zangers van de Oude Wereld. Het is een ondersoort van de roodmaskergraszanger die alleen in Angola voorkomt en ook wel als aparte soort wordt beschouwd.